# 阮仲箎 (嗣德二十九年举人)
阮仲箎（越南语：／，1854年—1922年），越南阮朝舉人（後因事削去）。

## 生平
阮仲箎爲平定省綏遠縣雲山村人（今屬安仁市社仁厚社）。
1876年（嗣德二十九年），阮仲箎在平定場考中丙子科舉人。
勤王運動爆發後，阮仲箎和他的兄弟們一起響應運動，投身抗法義軍。
阮仲箎享壽六十八歲，葬於安仁市社仁美社新德村。